# 大德日神
大德日神（日語：ダイタクヘリオス），是日本純種競賽馬匹。生涯活躍於一哩賽事，曾連霸一級賽一哩冠軍賽。而由於其生涯內曾多次以冷門賠率勝出賽事或跑入位置，但於獲得高人氣時卻未能取得頭三，因而被稱為「會看賠率的馬」（オッズを見る馬）或「會讀馬經的馬」（競馬新聞の読める馬）。

## 出賽前
1987年4月10日出生於北海道平取町清水牧場。
1988年10月被轉移至同町的雅牧場成長，並如同其兄姐一樣由馬主中村雅一擁有。
其後交由栗東訓練中心練馬師梅田康雄訓練。

## 競賽生涯

### 3歲（現2歲）
1989年10月7日出戰京都競馬場的3歲新馬，由岸滋彥策騎，最終獲得第三。
10月21日出戰另一場3歲新馬戰，於最後直線衝出，但於中途被Nichido Thunder超越，以3馬位落敗得第二。
10月29日於連戰下出戰第三場3歲新馬戰，最終一放到底獲得首勝。
11月11日出戰每日盃三歲錦標，於比賽初段即進行快放戰術拋離後方馬匹多個馬位，但於最後直路後勁不繼未能繼續衝刺而僅獲第四。
12月9日出戰條件戰茶梅賞，再次以快放戰術獲得第一。
其後再次以連戰狀態出戰一級賽阪神三歲錦標，獲得第四人氣。賽事開始後，其隨即選擇快放戰術並保持此步速進入直路，於最後直路幾乎處於獨走的狀態，但於終點前被一直於後方加速的Kogane Taifu超越，最終以頭位落敗。藉住此勢頭，陣營決定將來年春季的目標定爲皋月賞。

### 4歲（現3歲）
1990年1月14日出戰三級賽新山紀念，獲得第四人氣。比賽開始後，其並未能搶佔先機，以第三的位置推進。進入直路後，其於第二的位置追趕先前經已衝出的Nichido Thunder，最終未能成功超越，以1/2馬位落敗。
其後於2月出戰如月賞。比賽開始後，其於前方以快步速推進，並於第三彎道獲得領先。然而於最後直路上，因體力不支及爛地的雙重影響下，未能成功加速，最終獲得第六。
3月25日出戰皋月賞前哨戰春季錦標。比賽開始後，其和另一匹賽駒Strong Crown雙雙快放，以57.6秒完成頭1000米的超高步速製造節奏。然而於最後直路上，其明顯因體力不支而失速，最終獲得第十一大敗。
是次比賽過後，雖然騎師岸滋彥認爲敗北原因爲快步速並非距離適性，但練馬師梅田康雄仍然發覺大德日神於耐力上的短板，決定放棄皋月賞，轉戰短距離及一哩賽事。
4月14日前往關東出戰水晶盃，以4.0倍的獨贏賠率成爲第二人氣。比賽開始後由Safari Cap領頭，其則於第二的位置追趕。於步速偏快的是次比賽，其於最後直線突然加速衝出，於最後直路上一枝獨秀，最終以2 1/2馬位的優勢率先衝線，獲得了首個分級賽冠軍。
5月13日出戰公開賽葵葉錦標，以最高的59公斤負重出戰。比賽開始後，Western Toyo及Ambitious Hope率先帶出，大德日神則於第三推進。進入直路後，其發力加速不斷追趕，但未能超越Ambitious Hope，以第二名衝線。但由於賽後審議判定Ambitious Hope存在斜行行爲而失去資格，大德日神得以遞補成爲冠軍。
6月3日出戰紐西蘭盃四歲錦標，獲得久違的第一人氣。是次比賽如同水晶盃一樣的展開，比賽初段其處於Safari Cap身後追趕，並再次於快步速的節奏下率先進入最後直路。然而本次比賽後上的Music Time J.以更凌厲的姿態加速，最終於最後關頭超越大德日神，大德日神以1 1/2馬位之差獲得第二。
其出賽8個月以來高頻地出戰12場比賽，因而於夏季被安排返回出生地北海道平取町清水牧場放草。然而於牧場放草完畢後於運輸期間腳部受傷並迸發肌肉疼痛症狀，需要進入短期休養。
休養過後，出戰11月18日的一哩冠軍賽。比賽開始後，其出奇地並未實施以往的領放或先行戰術，而是於中團靠後的位置推進。然而進入最後直路後，其並未對騎師的加速指揮有所響應，最終而尾二大敗。
其後出戰公開賽天狼星錦標，獲得第四。
12月16日出戰短途馬錦標。比賽開始後，與Million Sempu、Daiwa Douglas及Narcisse Noir三匹賽駒爭奪領放位置，並以32.4秒的超快步速通過頭600米。然而進入最後直路後，由於先頭部隊早已於爭奪領放位置時消耗過多體力，Daiwa Douglas及Million Sempu率先失速下破壞其他先頭馬匹的節奏，導致前方隊列的馬匹大規模失速。最終，一直處於後方等待時機的青竹回憶一舉超越失速馬匹奪冠，而大德日神則盡力保住了第五入板的位置。

### 5歲（現4歲）
1991年2月3日以淀短距離錦標作爲年度首戰，獲得第四。
其後出戰讀賣盃，獲得第四人氣。比賽開始後，其處於第三的位置推進，並於賽事途中逐漸向前。進入直路後，其趁前方三匹賽駒相繼些微失速下，於內欄位置加速衝出，最終以5馬位的巨大優勢、1分41.2秒的破紀錄成績贏得第二個分級賽冠軍。
3月17日出戰打吡公爵挑戰盃，獲得第一人氣。然而其於比賽途中一直快放，但於最後直路失速，最終僅獲第四。
4月21日出戰京王盃春季盃，雖然於直路前方以第四衝出，但於直路上未做出任何亮眼表現，最終獲得第六。
5月12日出戰安田紀念，鑑於過往兩場比賽的慘淡戰績，其只獲得十人氣。比賽開始後，由於其處於第13檔較外檔的位置，因此開閘後選擇於中團靠前的外檔位置以快步速推進。進入最後直路初段，其於外檔以超快速度衝出並領先，但於終點線前被更外檔的第一紅寶追過，獲得第二。
6月23日出戰CBC賞，獲得第二人氣。儘管其比賽開始後便處於領先，但受到爛地的影響而於最後直路失速，獲得第五。
7月7日出戰二級賽高松宮盃，由加用正代打策騎。本次比賽強敵有安田紀念冠軍第一紅寶、愛知盃冠軍White Arrow、金鯱賞第二Towa Ruby及阪急盃第二環球之霸，因而大德日神只獲得八匹馬中的第五人氣。比賽開始後，其於處第二的位置推進。通過最後彎道前，騎師加用聽從練馬師梅田的指示，指揮大德日神搶佔領先的位置，並於最後直路初段經已獲得絕佳優勢。於直路的最後關頭，第一紅寶嘗試以自身優秀的末腳彌補落後，兩駒最終於終點線前平頭。最終於照片判定下，大德日神率先通過終點獲得冠軍，亦成功報了安田紀念時的一戰之仇。
秋季首戰爲10月6日的每日王冠，獲得第五人氣。比賽開始後，其再次施展一人獨走的快放戰術，可惜於終點線前被Prekrasnie超越，獲得第二。
10月26日更於天鵝錦標以第九大敗。
11月17日出戰一哩冠軍賽，緊隨宿敵第一紅寶、天鵝錦標冠軍K.S.Miracle及上年度最佳短途馬青竹回憶後獲得第四人氣。賽前，練馬師梅田向騎師岸表示不要於先頭過於爭奪位置。比賽開始後，騎師岸實行練馬師的戰術，於第三的位置追趕前方。然而比賽途中，岸騎師感覺到大德日神的推進力，於第三彎道打破指示開始指揮大德日神加速，成功進佔領先位置。進入最後直路後，其處於獨走的狀態，並於最後200米領先後方5馬位，雖然於其後速度開始變慢，但仍然靠着此前的巨大優勢以2 1/2馬位率先衝線，獲得首個一級賽冠軍。
12月22日出戰有馬紀念，獲得第五人氣。是次比賽，雖然其本身帶有長距離不適性，加上於賽事初段受到雙渦輪無謀快放的影響，但仍然可以保持實力，獲得第五入板的位置。

### 6歲（現5歲）
1992年3月1日出戰讀賣盃，獲得第二人氣。比賽開始後，Milford Slew快放製造出快步速的節奏，大德日神則於第四的位置推進並於最後彎道衝出。進入直路後，其於快速衝刺下拋離後方馬群，最終以5馬位的巨大差距奪冠，實現了讀賣盃連霸。
4月25日出戰京王盃春季盃，再次落後於第一紅寶獲得第一人氣。雖然於進入直路後進佔有利位置，但最終未能展現優秀的加速力，獲得第四。
其後出戰安田紀念，再次處於有利位置下未能成功加速，僅獲第六。
6月14日出戰寶塚紀念。比賽開始後，其和領一匹領放馬目白善信雙雙實施快放戰術，一舉於賽事途中大幅拋離後方馬群並以此速度進入最後直路。但於最後關頭，大德日神並未能繼續保持速度，最終獲得第五。
夏季放草後，出戰10月11日每日王冠作爲秋季首戰。比賽開始後，其隨即於最內檔率先彈出領放，並保持此節奏進入最後直路。進入直路後，雖然後方的狄杜斯及優秀素質奮力追趕，但其仍然保持速度繼續於直線上推進奪冠，並創造出破紀錄的1分45.6秒時間。
11月1日出戰秋季天皇賞，僅次東海帝王及優秀素質獲得第三人氣。比賽開始後，其如寶塚紀念一樣，和目白善信一同快放，成功打亂後方馬群的節奏，但於最後直路兩駒相繼失速沉底，大德日神最終獲得第八。
11月28日出戰一哩冠軍賽，目前四連勝的4歲馬Shinko Lovely獲得第一人氣，而大德日神則獲得第二人氣。本次比賽，練馬師梅田依然向騎師岸不要過早爭奪先頭位置。比賽開始後，其實施計劃好的戰術，並未於開閘後爭奪先頭，而是於第四的位置推進。通過第三彎道時，其開始發力加速並獲得領先，更於直路上再一次獨走。雖然於直路中途後方的Shinko Lovely及優秀素質開始追擊，但大德日神成功抵擋壓力，以1 1/2馬位、破紀錄的1分33.3秒奪冠。比賽過後，其不但成爲計Nippon Pillow Winner後第二匹連霸一哩冠軍賽的賽駒，更繼「皇帝」魯鐸象徵、「灰毛怪物」小栗帽及「草上的名伶」目白麥昆後第四匹獲得獎金超過6億日圓的賽駒。
其後，陣營考慮島大德日神快放的戰術對其身體的影響，以及年齡憂慮，成功說服馬主中村雅一讓其於短途馬錦標後退役。
12月20日按計劃出戰短途馬錦標，但於比賽初段落後下加上於最後直路沒有良好加速，最終獲得第二。
比賽完成後，按照原本計劃大德日神即將退役，但由於此時馬主中村正因病住院接受治療，其表示希望再次見到大德日神於賽場馳騁的表現。有鑑於此，陣營於匆忙之下安排其於12月17日的有馬紀念出賽。比賽開始後，大德日神再次陪同目白善信快放，但於最後直路上，大德日神率先失速沉底，最終目白善信成功以第十五人氣一放到底爆冷奪冠，而大德日神則只獲第十二。
賽後，大德日神正式退役，並於1993年1月31日在京都競馬場舉行退役儀式。

### 詳細賽績
| 日期       | 舉辦國家 | 馬場 | 距離   | 級別 | 賽事名稱         | 負重 | 騎師     | 馬號 | 出馬 | 名次 | 時間   | 頭馬（二馬）       |
| ---------- | -------- | ---- | ------ | ---- | ---------------- | ---- | -------- | ---- | ---- | ---- | ------ | ------------------ |
| 7/10/1989  | 日本     | 京都 | 草1400 |      | 3歲新馬          | 52   | 岸滋彥   | 4    | 12   | 3    | 1:24.7 | Osumi Roch         |
| 21/10/1989 | 日本     | 京都 | 草1200 |      | 3歲新馬          | 52   | 岸滋彥   | 12   | 12   | 2    | 1:14.0 | Nichido Thunder    |
| 29/10/1989 | 日本     | 京都 | 草1600 |      | 3歲新馬          | 52   | 岸滋彥   | 3    | 15   | 1    | 1:36.3 | （Just a Hard）    |
| 11/11/1989 | 日本     | 阪神 | 草1400 | GII  | 每日盃三歲錦標   | 54   | 岸滋彥   | 2    | 10   | 4    | 1:23.8 | 環球之霸           |
| 9/12/1989  | 日本     | 阪神 | 草1400 |      | 茶梅賞           | 54   | 田島良保 | 2    | 11   | 1    | 1:22.9 | （Daiichi Koya）   |
| 17/12/1989 | 日本     | 阪神 | 草1600 | GI   | 阪神三歲錦標     | 54   | 武豐     | 5    | 12   | 2    | 1:35.7 | Kogane Taifu       |
| 14/1/1990  | 日本     | 京都 | 草1600 | GIII | 新山紀念         | 55   | 岸滋彥   | 11   | 11   | 2    | 1:36.1 | Nichido Thunder    |
| 11/2/1990  | 日本     | 阪神 | 草2000 | GIII | 如月賞           | 56   | 岸滋彥   | 9    | 12   | 6    | 2:05.2 | Haku Taisei        |
| 25/3/1990  | 日本     | 中山 | 草1800 | GII  | 春季錦標         | 56   | 岸滋彥   | 3    | 14   | 11   | 1:51.3 | Azuma East         |
| 14/4/1990  | 日本     | 中山 | 草1200 | GIII | 水晶盃           | 55   | 岸滋彥   | 5    | 10   | 1    | 1:09.0 | （Symboli Garuda） |
| 13/5/1990  | 日本     | 京都 | 草1400 | OP   | 葵葉錦標         | 59   | 岸滋彥   | 18   | 18   | 1    | 1:23.6 | （Daiichi Oishi）  |
| 3/6/1990   | 日本     | 東京 | 草1600 | GII  | 紐西蘭盃四歲錦標 | 56   | 岸滋彥   | 9    | 16   | 2    | 1:35.1 | Music Time J.      |
| 18/11/1990 | 日本     | 京都 | 草1    | GI   | 一哩冠軍賽       | 55   | 田島良保 | 16   | 18   | 17   | 1:35.5 | Passing Shot       |
| 2/12/1990  | 日本     | 中京 | 草1200 | OP   | 天狼星錦標       | 58   | 上野清章 | 9    | 12   | 4    | 1:10.3 | Horino Winner      |
| 16/12/1990 | 日本     | 中山 | 草1200 | GI   | 短途馬錦標       | 55   | 岸滋彥   | 10   | 16   | 5    | 1:08.5 | 青竹回憶           |
| 3/2/1991   | 日本     | 京都 | 草1200 | OP   | 淀短距離錦標     | 56   | 岸滋彥   | 11   | 14   | 4    | 1:09.8 | Gloria Tosho       |
| 24/2/1991  | 日本     | 中京 | 草1700 | GII  | 讀賣盃           | 56   | 武豐     | 5    | 13   | 1    | 1:41.2 | （Pretty Hat）     |
| 17/3/1991  | 日本     | 中山 | 草1200 | GIII | 打吡公爵挑戰盃   | 57   | 岸滋彥   | 6    | 11   | 4    | 1:09.5 | Nice Power         |
| 21/4/1991  | 日本     | 東京 | 草1400 | GII  | 京王盃春季盃     | 57   | 岸滋彥   | 1    | 18   | 6    | 1:22.2 | 第一紅寶           |
| 12/5/1991  | 日本     | 東京 | 草1600 | GI   | 安田記念         | 57   | 岸滋彥   | 13   | 16   | 2    | 1:34.0 | 第一紅寶           |
| 23/6/1991  | 日本     | 中京 | 草1200 | GII  | CBC賞            | 58   | 岸滋彥   | 9    | 11   | 5    | 1:11.4 | Fame of Lass       |
| 7/7/1991   | 日本     | 中京 | 草2000 | GII  | 高松宮盃         | 58   | 岸滋彥   | 1    | 8    | 1    | 1:59.4 | （第一紅寶）       |
| 6/10/1991  | 日本     | 東京 | 草1800 | GII  | 每日王冠         | 58   | 岸滋彥   | 13   | 13   | 2    | 1:46.2 | Prekrasnie         |
| 26/10/1991 | 日本     | 京都 | 草1400 | GII  | 天鵝錦標         | 58   | 岸滋彥   | 1    | 16   | 9    | 1:21.6 | K.S.Miracle        |
| 17/11/1991 | 日本     | 京都 | 草1600 | GI   | 讀賣盃           | 57   | 岸滋彥   | 12   | 15   | 1    | 1:34.8 | （第一紅寶）       |
| 22/12/1991 | 日本     | 中山 | 草2500 | GI   | 有馬記念         | 57   | 岸滋彥   | 4    | 15   | 5    | 2:31.3 | Dai Yusaku         |
| 1/3/1992   | 日本     | 阪神 | 草1600 | GII  | 讀賣盃           | 60   | 岸滋彥   | 4    | 11   | 1    | 1:36.2 | （Shin Horisky）   |
| 25/4/1992  | 日本     | 東京 | 草1400 | GII  | 京王盃春季盃     | 59   | 岸滋彥   | 6    | 13   | 4    | 1:22.0 | Dynamite Daddy     |
| 17/5/1992  | 日本     | 東京 | 草1600 | GI   | 安田記念         | 57   | 岸滋彥   | 5    | 18   | 6    | 1:34.2 | 也文攝輝           |
| 14/6/1992  | 日本     | 阪神 | 草2200 | GI   | 寶塚紀念         | 57   | 岸滋彥   | 3    | 13   | 5    | 2:20.6 | 目白善信           |
| 11/10/1992 | 日本     | 東京 | 草1800 | GII  | 毎日王冠         | 59   | 岸滋彥   | 1    | 11   | 1    | 1:45.6 | （狄杜斯）         |
| 1/11/1992  | 日本     | 東京 | 草2000 | GI   | 秋季天皇賞       | 58   | 岸滋彥   | 6    | 18   | 8    | 1:59.2 | 大君起駕           |
| 22/11/1992 | 日本     | 京都 | 草1600 | GI   | 一哩冠軍賽       | 57   | 岸滋彥   | 18   | 18   | 1    | 1:33.3 | （Shinko Lovely）  |
| 20/12/1992 | 日本     | 中山 | 草1200 | GI   | 短途馬錦標       | 57   | 岸滋彥   | 12   | 16   | 4    | 1:08.1 | 西野花             |
| 27/12/1992 | 日本     | 中山 | 草2500 | GI   | 有馬記念         | 56   | 岸滋彥   | 8    | 16   | 12   | 2:34.8 | 目白善信           |

## 退役後
退役後，大德日神成爲了配種馬，於北海道門別町（今日高町）日高輕種馬農業協同組合門別種馬場休養，在1993年進行配種。首批子嗣於1994年出生。首批子嗣可於1996年出賽。2000年10月1日，大德大和於短途馬錦標獲勝，成爲首匹贏得分級賽及一級賽的大德日神子嗣，其後更於年末成爲最佳短途馬及父內國產馬。
2003年被轉移至青森縣八戶市山內牧場，於此地繼續進行配種工作。
2008年因高齡及受胎率下降而由配種馬退役，於同一地方以功勞馬身份進行養老生活。
同年12月12日清晨，牧場負責人於準備放草時發現其於馬房內死亡，享年21歲。

### 主要子嗣

#### 一級賽優勝子嗣
粗體字為一級賽
- 大德大和（短途馬錦標、天鵝錦標、阪急盃）

## 血統簡介
父系Bizen Nishiki爲日本賽駒，雖然曾和「皇帝」魯鐸象徵多次交手均落敗，但整體而言出賽成績不俗。祖父Dandy Lute爲法國賽駒，曾三勝當地三級賽。
母系Never Ichiban爲日本馬匹，生涯無出賽紀錄。外祖父Never Beat爲英國賽駒，生涯僅得1勝。

### 血統表
| 父線：Klairon系（Tourbillon系）          |                                     |                |                 |
| 種馬 Bizen Nishiki 1981年（栗色）        | Dandy Lute 1972年（棗色）           | Luthier        | Klairon         |
| 種馬 Bizen Nishiki 1981年（栗色）        | Dandy Lute 1972年（棗色）           | Luthier        | Flute Enchantee |
| 種馬 Bizen Nishiki 1981年（栗色）        | Dandy Lute 1972年（棗色）           | Dentrelic      | Prudent         |
| 種馬 Bizen Nishiki 1981年（栗色）        | Dandy Lute 1972年（棗色）           | Dentrelic      | Relict          |
| 種馬 Bizen Nishiki 1981年（栗色）        | Benibana Bizen 1975年（栗色）       | Minsky         | 北地舞人        |
| 種馬 Bizen Nishiki 1981年（栗色）        | Benibana Bizen 1975年（栗色）       | Minsky         | Flaming Page    |
| 種馬 Bizen Nishiki 1981年（栗色）        | Benibana Bizen 1975年（栗色）       | Katsu Hagoromo | Sound Track     |
| 種馬 Bizen Nishiki 1981年（栗色）        | Benibana Bizen 1975年（栗色）       | Katsu Hagoromo | Wildlife        |
| 繁殖雌馬 Never Ichiban 1971年（深棗色）  | Never Beat 1960年（深栗色）         | Never Say Die  | Nasrullah       |
| 繁殖雌馬 Never Ichiban 1971年（深棗色）  | Never Beat 1960年（深栗色）         | Never Say Die  | Singing Grass   |
| 繁殖雌馬 Never Ichiban 1971年（深棗色）  | Never Beat 1960年（深栗色）         | Bride Elect    | Big Game        |
| 繁殖雌馬 Never Ichiban 1971年（深棗色）  | Never Beat 1960年（深栗色）         | Bride Elect    | Netherton Maid  |
| 繁殖雌馬 Never Ichiban 1971年（深棗色）  | Miss Nanba Ichiban 1959年（深棗色） | Harroway       | Fairway         |
| 繁殖雌馬 Never Ichiban 1971年（深棗色）  | Miss Nanba Ichiban 1959年（深棗色） | Harroway       | Rosy Legend     |
| 繁殖雌馬 Never Ichiban 1971年（深棗色）  | Miss Nanba Ichiban 1959年（深棗色） | Style Patch    | Dogpatch        |
| 繁殖雌馬 Never Ichiban 1971年（深棗色）  | Miss Nanba Ichiban 1959年（深棗色） | Style Patch    | Style Leader    |
| 雌系：號族：8-g                          |                                     |                |                 |
| 五代內近親交配：Big Game 5×4、Nearco 5×5 |                                     |                |                 |

## 命名由來
名字中，Daitaku（ダイタク）是馬主中村雅一冠名，來自其所經營的公司，香港採用音譯「大德」，亦有版本作「大拓」；Helios（ヘリオス）則是古希臘神話中的太陽神希路斯，香港則以「日神」作为翻譯。

## 外部連結
- 大德日神 netkeiba.com （页面存档备份，存于）
- 血統表 （页面存档备份，存于）